# Adventure Island: The Beginning
Adventure Island: The Beginning, conhecido no Japão como Takahashi Meijin no Bōken Jima Wii (高橋名人の冒険島Wii, lit. "Master Takahashi's Adventure Island Wii"), é um Jogo eletrônico de plataforma lançado para o WiiWare, serviço de download de jogos do Wii. Foi desenvolvido pela Hudson Soft e é o último jogo da série Adventure Island.

## Jogabilidade
O jogo apresenta uma jogabilidade semelhante à versão de Adventure Island para o Nintendo Entertainment System, mas com gráficos em 3D. Os jogadores controlam o Master Higgins, correndo e pulando pelas fases e derrotando inimigos com machados, bumerangues e lanças. Também é necessário coletar alimentos para manter uma barra de vitalidade que se esgota constantemente. Os jogadores podem melhorar suas habilidades e armas encontrando melões dourados e trocando-os em uma loja no mapa principal. O jogo também inclui quatro minijogos, como andar de skate (utilizando o sensor de movimento do Wii Remote), arremesso de machado e uma recriação virtual do dispositivo portátil 16-Shot da Hudson, que mede quantas vezes o jogador consegue pressionar um botão em um segundo.